# Adivinhas de Pedro e Inês
Adivinhas de Pedro e Inês é um romance histórico de 1983 de Agustina Bessa-Luís.
Nesta obra "há sangue, há amor (Inês de Castro e Maria de Padilha), há paixões que vão e vêm, faltas à palavra dada, crueldades inúteis - e muita coisa para adivinhar" .